# 8336 Šafařík
8336 Šafařík là một tiểu hành tinh vành đai chính với chu kỳ quỹ đạo là 1989.1383103 ngày (5.45 năm).
Nó được phát hiện ngày 27 tháng 9 năm 1984.